# Uduri-Etiuni
KURUduri-Etiuni war ein Staatenbündnis am südöstlichen Ende des Sewansees. Es ist nur aus urartäischen Inschriften bekannt.
Es bestand aus Arquqini/Arququini, Kamanu/ni und Lueruni. Im Osten grenzte es an Urteḫi. Seine Grenzen waren das Sevangebirge und Vardenis-Gebirge im Süden und Osten und der Argichi im Westen. Biscione et al. halten auch eine Lage im Masrik-Tal für möglich.
Die Annalen des Argišti I. berichten, dass er in seinem dritten Regierungsjahr gegen Uduri-Etiuni zog: "Ich besiegte das Land von Etiuni und erreichte das Land von Iskugulu und das Land von Uduri-Etiuni."
Die Inschrift von Atacham beschreibt den Feldzug von Sarduri II. gegen Uduri-Etiuni. Die Inschrift von Zowak beschreibt die Eroberung von Arquqini. In seiner Chronik nennt er Siege über Arquqi, Kamani und Lueruni. Die Eroberung erfolgte vermutlich gegen Ende seines Lebens, Melikišvili setzt sie zwischen 742 und 739 an, also nach der Niederlage gegen Tukulti-apil-Ešarra III. und den Verlust der Besitzungen am Euphrat.
Nach seinem Bericht tötete er 10.000 Jünglinge, 4.600 Männer und 23.200 Frauen.